# ناحیه وردن، شهرستان ایتکین، مینه‌سوتا
ناحیه وردن، شهرستان ایتکین، مینه‌سوتا (به انگلیسی: Verdon Township, Aitkin County, Minnesota) یک سکونتگاه مسکونی در ایالات متحده آمریکا است که در شهرستان ایتکین، مینه‌سوتا واقع شده‌است.

## خصوصیات
ناحیه وردن ۹۳٫۸ کیلومترمربع مساحت و ۴۵ نفر جمعیت دارد و ۳۸۱ متر بالاتر از سطح دریا واقع شده‌است.